# După Deal (Iclănzel), Mureș
După Deal este un sat în comuna Iclănzel din județul Mureș, Transilvania, România.